# An Extraordinary Cab Accident
An Extraordinary Cab Accident je britský němý film z roku 1903. Režisérem je Walter R. Booth (1869–1938). Film trvá zhruba jednu minutu.

## Děj
Film zachycuje muže, jak po zakopnutí spadne na silnici, kde ho přejede koňský povoz. Zatímco sražený muž leží nehybně na zemi jako mrtvola, policista přivede na místo činu pachatele, aby se podíval, co způsobil. Oběť nehody však zničehonic vstane, strčí do policisty a začne se svojí paní utíkat pryč, čímž rozesměje okolí.